# 呉振宇
呉 振宇（オ・ジヌ、1917年3月8日 - 1995年2月25日）は、朝鮮民主主義人民共和国の軍人、政治家。朝鮮人民軍総参謀長、人民武力部長（国防大臣）、朝鮮労働党中央委員会政治局常務委員会委員などの要職を歴任。軍事称号（階級）は元帥。

## 経歴
咸鏡北道の農民の家庭に生まれ、パルチザン第一世代として抗日ゲリラ闘争に初期から参加。1935年、東北抗日聯軍第5軍第2師第5団に属し、寧安・額穆地方で戦った。1937年7月に中国共産党に入党。1942年に編成された第88独立狙撃旅団（教導旅）においては、第1営第1連第1排副排長を務める。
太平洋戦争終結後の1946年9月から中央保安幹部学校軍事副校長、第3旅団参謀長、旅団長、第3軍官学校校長として朝鮮人民軍の強化に貢献。朝鮮戦争時には人民軍第766連隊長、第43師団長、最高司令部副参謀長、第6軍団参謀長、近衛ソウル第3師団長を歴任。朝鮮戦争後は人民軍空軍司令部参謀長、総参謀部副参謀長、民族保衛省副相（次官）、金日成軍事総合大学総長を歴任した。
1956年4月の朝鮮労働党第3回党大会において党中央委員候補に選出され。1961年9月の第4回党大会において党中央委員に昇進した。1967年、朝鮮人民軍総政治局長に任命される。1968年12月、総参謀長に就任し、1979年まで務めた。
1970年11月の第5回党大会において党中央委員会政治委員会委員（現在の政治局委員）・中央委員会書記に選出され、党内序列第7位となる。1972年12月28日、前日の憲法改正によって設置された中央人民委員会の委員に列し、同委員会の付属機関である国防委員会の副委員長を兼任する。1976年5月14日、人民武力部長に就任。
呉は北朝鮮を建国した金日成と同じパルチザン派で、金日成の前で唯一タバコを吸えるほど信頼の厚い腹心であった。金日成の後継者として長男の金正日が擁立される際、呉は金正日の異母弟金平一の後ろ盾として、金正日と対立した。しかし、金正日の懐柔工作によって呉も態度を軟化し、1976年6月の会議では金東奎国家副主席が公然と金正日後継を批判すると、呉は金東奎を批判している。
1980年10月、第6回党大会において政治局常務委員・中央軍事委員会委員に選出され、序列3位に昇格した。軍の最高幹部として重きをなした呉は、1985年4月13日、中央人民委員会より朝鮮人民軍次帥の称号を授与される。1987年3月3日、生誕70周年を記念して金日成勲章を授与された。1987年に交通事故で生死の境をさまよった際、金正日は北朝鮮で最高の医療陣を総動員して呉振宇の命を救ったという。その後は金正日の軍部掌握を助けることになった。
1992年4月20日、朝鮮労働党中央委員会・中央軍事委員会・国防委員会・中央人民委員会の決定により、呉は元帥に昇進した。同日、金正日も「朝鮮民主主義人民共和国元帥」の称号を授与されている。日本のジャーナリストである平井久志は呉の元帥昇進について、朝鮮人民軍最高司令官に就任した金正日が軍部の掌握に向けて、パルチザン世代であり、自分の後継体制構築に寄与した軍幹部のトップである呉振宇人民武力部長を自分と同じ「元帥」の地位に引き上げたものと分析している。1993年4月9日、金正日の国防委員長就任によって空席となった国防委員会第一副委員長を兼任。
1994年7月8日に金日成が死去すると、呉は党・国家において金正日に次ぐ序列第2位となったが、翌1995年2月25日午前2時30分、癌により死去した。1995年3月1日、国葬が行われた。

## 家族
三男に呉日晶（オ・イルジョン、1954年 - ）朝鮮労働党中央委員会軍政指導部長がいる。2010年9月に中将、2011年4月15日に上将に昇格。同年9月9日の建国63周年の閲兵式で閲兵隊指揮官を務めた。また呉振宇の妻、全琴善（元・普通教育相）は結婚前に金正日の幼稚園時代の担任であった。